# Адміністративний устрій Хорольського району
Адміністративний поділ Хорольського району — адміністративно-територіальний поділ Хорольського району Полтавської області на 1 міську раду, 3 сільських громади і 10 сільських рад, які об'єднують 93 населений пункт.

## Список громадХорольського району
| № | Назва                          | Центр                 | Населені пункти | Площа км² | Місце за площею | Населення (2001), чол. | Місце за населенням |
| - | ------------------------------ | --------------------- | --- | --------- | --------------- | ---------------------- | ------------------- |
| 1 | Клепачівська громада           | с. Клепачі            | c. Клепачі с. Вергуни с. Зубенки с. Іващенки с. Левченки c. Новачиха с. Оріхівщина с. Остапенки с. Павлівка с. Падусі с. Рибченки c. Шишаки |           |                 |                        |                     |
| 2 | Новоаврамівська громада        | с. Новоаврамівка      | c. Новоаврамівка с. Барилове с. Бубереве c. Грушине c. Ковалі с. Кулиничі с. Мала Попівка с. Мелюшки с. Попівка с. Широке                   |           |                 |                        |                     |
| 3 | Покровсько-Багачанська громада | c. Покровська Багачка | c. Покровська Багачка c. Березняки с. Єрківці с. Запорожчине с. Іванці с. Настасівка c. Тарасівка                                           |           |                 |                        |                     |

## Список сільських радХорольського району
| №  | Назва                          | Центр             | Населені пункти | Площа км² | Місце за площею | Населення (2001), чол. | Місце за населенням |
| -- | ------------------------------ | ----------------- | --- | --------- | --------------- | ---------------------- | ------------------- |
| 1  | Хорольська міська рада         | м. Хорол          | м. Хорол |           |                 |                        |                     |
| 2  | Андріївська сільська рада      | c. Андріївка      | c. Андріївка с. В'язівок с. Дубове с. Козубівка с. Новий Байрак с. Софине с. Третякове                                                                     |           |                 |                        |                     |
| 3  | Вишняківська сільська рада     | c. Вишняки        | c. Вишняки с. Вербине с. Демина Балка с. Костюки с. Павленки                                                                                               |           |                 |                        |                     |
| 4  | Мусіївська сільська рада       | c. Мусіївка       | c. Мусіївка с. Бурлаки с. Дації с. Лазьки с. Мартинівка с. Мищенки с. Стара Мусіївка с. Хоменки с. Шкилі                                                   |           |                 |                        |                     |
| 5  | Петракіївська сільська рада    | c. Петракіївка    | c. Петракіївка с. Куторжиха с. Середнє с. Хвощівка |           |                 |                        |                     |
| 6  | Петрівська сільська рада       | c. Петрівка       | c. Петрівка с. Гирине с. Єньки с. Лози с. Садове |           |                 |                        |                     |
| 7  | Староаврамівська сільська рада | c. Староаврамівка | c. Староаврамівка с. Бутівці с. Глибока Долина с. Пристань с. Радьки с. Стайки с. Улянівка                                                                 |           |                 |                        |                     |
| 8  | Трубайцівська сільська рада    | c. Трубайці       | c. Трубайці с. Бовбасівка с. Кулики |           |                 |                        |                     |
| 9  | Хильківська сільська рада      | c. Хильківка      | c. Хильківка с. Григорівка |           |                 |                        |                     |
| 10 | Штомпелівська сільська рада    | c. Штомпелівка    | c. Штомпелівка с. Бочки с. Ванжина Долина с. Варварівка с. Ковтуни с. Коломійцеве Озеро с. Лісянщина с. Лобкова Балка с. Наталівка с. Ставки с. Шарківщина |           |                 |                        |                     |
| 11 | Ялосовецька сільська рада      | c. Ялосовецьке    | c. Ялосовецьке с. Барилівщина с. Бригадирівка с. Кривці с. Лагодівка с. Миколаївка с. Новоіванівка с. Орликівщина с. Роплянське с. Червоне                 |           |                 |                        |                     |

* Примітки: м. — місто, с. — село

## Колишні населені пункти
- Андрійці
- Кириленки
- Климани
- Крижанівка
- Курилове
- Могильне (увійшло до меж Хорола)
- с-ще Нове (увійшло до меж Хорола)
- Пологівщина
- Приймине
- Софіївка
- Чередники († 2000)